# E107
e107 — популярна безкоштовна модульна система керування вмістом (СКВ) з відкритим кодом, написана на мові програмування PHP. Завдання систем керування вмістом — полегшити створення, наповнення та оновлення вебсайту.
е107 встановлюється на серверах, які підтримують інтерпретатор мови PHP (починаючи з версії 4.3.0), та систему керування базами даних MySQL(починаючи з версії 3.22). Повні системні вимоги е107 наведені на офіційному сайті. Після інсталяції, яка займає близько 10 хвилин, стандартизований сайт стає доступний у всій Мережі Інтернет. Користувач може легко, користуючись розвинутою системою підказок, оптимізувати (персоналізувати)сторінки під себе.

## Можливості е107
Структура та потужна база модулів е107 дозволяє порівняно швидко створювати потужні інтерактивні сайти. Також додавати нові модулі з сайту е107.
е107 має:
- кешування файлового рівня (опцію можна відключити), що дозволяє значно підвищити продуктивність
- інтегровану систему роботи з новинами, а також підстроювану підтримку RSS.
- розвинутий стандартизований модуль форумів
- легку і інтуїтивну адміністративну частину
- модуль ланок, посилань
- модуль нестандартних сторінок
- модуль завантаження і скачування файлів
- модуль інтегрування живлення RSS з інших сторінок

Україномовна версія досі перебуває у стадії розробки (на складі Source Forge). Між тим, завдяки підтримці стандарту шрифтів юнікод UTF-8 сайт підтримує українську і більшість інших мов «на лету». Також в адміністративній частині легко можна перекласти всі меню і ланки.
е107 підтримує різні теми оформлення та дозволяє створювати власні.
Спільнотою розробників е107 створено багато додаткових модулів, серед яких варто згадати модулі інтернаціоналізації (створення багатомовних сайтів), модулі керування файлами, що дозволяють викладати на сайтах звукові та відео-файли, модулі організації користувачів у групи та спільноти, інші.